# Tysk kortlek
Den tyska kortleken är en typ av kortlek populär i södra Tyskland, Österrike, Ungern och Sydtyrolen. Leken består av 36 spelkort uppdelade i 4 färger och används till en mängd olika kortspel i de nämnda områdena.

## Uppbyggnad
De 4 färger leken delas in i kallas på tyska för Eichel (ekollon), Laub (löv), Herz (hjärta) och Schellen (bjällror):
| Eichel | Laub | Herz | Schellen |
| ------ | ---- | ---- | -------- |
|        |      |      |          |

Varje färg innehåller kort med valör från 6 till 10 och därefter Unter (under, motsvarar knekt), Ober (över, motsv. dam), König (kung) och ess (kallas ofta Sau (sugga) p.g.a. bilden på ess i bjällror, som visar ett vildsvin).

## Spel
Den tyska kortleken används i många regionala spel, som exempel kan nämnas Schafkopf (fårskalle) och Watten. Korten som har valör 6 används i relativt få spel (bl. a. används de inte i de nämnda spelen), förutom 6 i bjällror som kan tjänstgöra som joker i vissa spel.

## Relation till den fransk-engelska kortleken
Alla kortspel som använder sig av den tyska kortleken kan även spelas med den fransk-engelska kortleken, med förbehåll att en del av korten plockas ut ur leken. Den traditionella tilldelningen av färger är då som följer:
| tysk färg           | ekollon | löv    | hjärta  | bjällror |
| fransk-engelsk färg | klöver  | spader | hjärter | ruter    |